# VAW-125
125ème Escadron de commandement et de contrôle aéroporté
Le Carrier Airborne Early Warning Squadron 125 (CARAEWRON 125 ou VAW-125), connu sous le nom de "Tigertails", est un escadron de Système de détection et de commandement aéroporté de l'US Navy sur le E-2 Hawkeye. Il a été créé le 1er octobre 1968 au Naval Air Station Norfolk en Californie.
Depuis 2017, le VAW-125 est basé au Marine Corps Air Station Iwakuni pour remplacer le VAW-115 qui a été transféré au Naval Air Station Point Mugu en Californie. Il est actuellement assigné au Carrier Air Wing Five (CVW-5) à bord du porte-avions USS Ronald Reagan (CVN-76).

## Déploiement
Les déploiements du VAW-125 de 1969 à 2017 
| Porte-avions                      | Groupe aéronaval | Déploiement dates                                                            |
| --------------------------------- | ---------------- | ---------------------------------------------------------------------------- |
| USS Saratoga (CV-60)              | CVW-3            | 1 déploiement (juillet 1969-Janvier 1970)                                    |
| USS John F. Kennedy (CV-67)       | CVW-1            | 7 déploiements (Septembre 1970 à Février 1979)                               |
| USS Forrestal (CV-59)             | CVW-17           | 3 déploiements (Novembre 1979 à Novembre 1982)                               |
| USS Saratoga (CV-60)              | CVW-17           | 3 déploiements (Avr.1984 à Nov. 1987) 3 déploiements (Août 1990 à Juin 1994) |
| USS Independence (CV-62)          | CVW-17           | 1 déploiement (Août-Octobre 1998)                                            |
| USS Enterprise (CVN-65)           | CVW-17           | 1 déploiement (Juin-Décembre 1996)                                           |
| USS Dwight D. Eisenhower (CVN-69) | CVW-17           | 1 déploiement (Juin-Décembre 1998)                                           |
| USS George Washington (CVN-73)    | CVW-17           | 2 déploiements (Juin-Décembre 2000 et 2002)                                  |
| USS John F. Kennedy               | CVW-17           | 1 déploiement (Juin-Décembre 2004)                                           |
| USS Dwight D. Eisenhower          | CVW-7'           | 1 déploiement (Octobre-Mai 2007)                                             |
| USS Carl Vinson (CVN-70)          | CVW-17           | 3 déploiements (Février 2010 à Mai 2012)                                     |
| USS Theodore Roosevelt (CVN-71)   | CVW-1            | 1 déploiement (2015)                                                         |
| USS Ronald Reagan (CVN-76)        | CVW-5            | 1 déploiement (2017)                                                         |